# Сифилис
Сифилисът (наричан още Луес) е една от най-сериозните, лечими полово предавани болести. Причинител на сифилиса е бактерията бледа трепонема (Treponema pallidum).
Сифилисът е инфекция, причинявана от бактерията спирохета Treponema pallidum, подвид pallidum. Основният начин за предаване на инфекцията е чрез полов контакт, но тя може да бъде предадена и от майката на плода по време на бременността или при раждане, което води до вроден сифилис. Други човешки болести, причинявани от Treponema pallidum са фрамбезия (подвид pertenue), пинта (подвид carateum) и беджел (подвид endemicum).
При появата си е бил наименуван според предполагаемия национален произход – „френска“, „немска“ болест и т.н.
Болестта има много разнообразни симптоми, които могат да имитират други болести, затова сигурната диагноза се поставя само след серологичен тест. Протича във фази, продължаващи години наред и ако не бъде лекувана навреме, оставя тежки поражения върху болния.
Признаците и симптомите на сифилиса варират в зависимост от това, в коя от четирите фази се намира заболяването (първичен, вторичен, латентен или третичен). Първичната фаза обикновено се проявява с наличието на единичен шанкър (твърда, безболезнена, непредизвикваща сърбеж кожна раничка (язва), вторичният сифилис се изявява с обриви по цялото тяло, които често включват и дланите и ходилата, латентният сифилис може да има слаби или никакви симптоми, а третичният, който се отличава със сифилистични гуми, може да има неврологични или сърдечни симптоми. Сифилисът обаче е известен като „големият имитатор“, заради честите си атипични проявления. Диагностицирането обикновено се извършва чрез кръвни изследвания, но бактерията може да бъде видяна и под микроскоп. Сифилисът може да бъде успешно лекуван с антибиотици, като по-специално се предпочита пеницилин G прилаган мускулно (или интравенозно при невросифилис) или цефтриаксон, а при пациентите с остра алергия към пеницилина – перорално с доксициклин или азитромицин.
Смята се, че към 1999 г. със сифилис са били заразени 12 милиона души в света, като над 90% от случаите са били в страни от развиващия се свят. След драстичния спад в разпространението на болестта след откриването и широкото разпространение на пеницилина през 50-те години на XX в., в много страни степента на заразата се е повишила след настъпването на новото хилядолетие, като често е съпровождана от ХИВ (човешки имунодефицитен вирус). Това се обяснява донякъде с небезопасните сексуални практики, нарасналия промискуитет, проституцията и намаляващата употреба на предпазни средства.

## Фази и симптоми
Сифилисът има няколко стадия на развитие. Лечението може да бъде успешно във всеки един, но само докато в организма не са нанесени физически увреждания на органите и тъканите. Това обикновено се случва при третичния сифилис. Тогава при лечение, бактерията се унищожава напълно, но пораженията остават.
Сифилисът може да се прояви в един от четирите си стадия – първичен, вторичен, латентен и третичен, а може да бъде и вроден. Сър Уилям Ослър го нарича „големият имитатор“, заради разнообразните му проявления.

### Първичен сифилис
След изтичането на инкубационния период от 10 до 90 дни (най-често около 20) след заразяването, на мястото на входната врата на инфекцията се образува раничка, по-рядко язва, наречена твърд шанкър. Тя е с кръгла форма с диаметър от 5 до 20 мм, гладко дъно с медно-червеникав цвят, с оточно-червеникав цвят, с оточни твърди ръбове, неболезнена. Локализацията на язвата най-често е в областта на главата и препуциума на пениса, вулвата и влагалището. Няколко дни след появата на сифилистичната язва, регионалните лимфни възли се увеличават и достигат големина на лешник, като са безболезнени при опипване. Оставена без лечение раната заздравява за няколко дни. Обикновено в този период, серологичните тестове стават позитивни при появата на шанкъра, но често и по-късно в хода на първия етап от болестта.
Заразяването с първичен сифилис обикновено става при директен полов контакт, когато единият от партньорите има инфекциозни лезии. Приблизително 3 до 90 дни след заразяването (средно след 21 дни) на мястото на контакта се появява кожна раничка, наречена шанкър. Обикновено (в 40% от случаите) той представлява единична, твърда, безболезнена, непредизвикваща сърбеж кожна раничка с гладко дъно и с остри ръбове, с размер от 0,3 до 3 см в диаметър. Раничката обаче може да има почти всякаква форма. В класическия случай тя започва като макула, преминава в папула и накрая се превръща в ерозия или язва. Понякога може да се появят няколко ранички (~40% от случаите), като появата на повече ранички се среща по-често когато има и заразяване с ХИВ. Раничките могат да бъдат болезнени или чувствителни (30%), и могат да се появят извън гениталиите (2 – 7%). Най-често се намират в маточната шийка при жените (44%), върху пениса при хетеросексуалните мъже (99%) и анално и правото черво сравнително често при мъже, които имат полов контакт с мъже (34%). Често (в 80% от случаите) се получава увеличаване на лимфните възли около мястото на инфекцията, което се проявява 7 до 10 дни след появата на шанкъра. Оставена без лечение лезията може да се задържи около три до шест седмици.

### Вторичен сифилис
Вторият стадий на сифилиса започва средно от 1 до 6 месеца след първоначалното заразяване (най-често от месец и половина до два). Проявите са най-разнообразни, продължителността му е от 6 месеца до 4 – 5 години.
Най-значителният симптом са сифилистичните обриви (сифилиди), които се появяват по цялото тяло, безболезнени са, и не предизвикват сърбеж. В началото това са малки и дискретни лезии с бледорозов цвят. С напредване на болестта обаче те прерастват в големи и забележими обриви разполагащи се по цялото тяло, най-вече в областта на дланите и ходилата, корема, гърдите, гърба и други места, като областта при челото и косата.
Вторичният сифилис се проявява приблизително четири до десет седмици след първоначалното заразяване. Докато вторичното заболяване е известно с това, че се проявява по много различни начини, симптомите най-често включват кожата, лигавиците и лимфните възли. Може да има и симетрични червеникаво-розови непредизвикващи сърбеж обриви върху торса и крайниците, включително дланите и ходилата. Обривите може да станат макулопапулозни или пустулозни. Може да образуват плоски широки белезникави брадавични лезии, известни като плоски кондиломи на лигавицата. Всички тези лезии са огнище на бактерии и са заразни. Други симптоми може да включват висока температура, болка в гърлото, неразположение, загуба на тегло, косопад и главоболие. Към редките прояви спадат хепатит, бъбречно заболяване, артрит, периостит, очен неврит, увеит и интерстициален кератит. Острите симптоми обикновено отшумяват след три до шест седмици, но около 25% от хората може да развият повторната поява на вторични симптоми. Много пациенти с вторичен сифилис (40 – 85% от жените и 20 – 65% от мъжете) не съобщават преди това да са имали класическия за първичния сифилис шанкър.

### Латентен сифилис
Латентният сифилис се определя като форма на заболяването, която дава серологични данни за заразяване, без симптоми на болестта. В Съединените щати той се описва допълнително като ранен (по-малко от година след вторичния сифилис) или късен (повече от година след вторичния сифилис). В Обединеното кралство се използва отрязък от две години за ранния и късния латентен сифилис. При ранния латентен сифилис може да има повторна поява на симптомите. Късният латентен сифилис е асимптоматичен и не е толкова заразен, колкото ранния латентен сифилис.
При нелечение на симптомите на вторичния сифилис, болестта преминава в латентен стадий за неопределен период от време. При него болният няма повече подобни оплаквания, но инфекцията продължава да се развива, като навлиза още по-дълбоко в организма. Тестовете продължават да са позитивни и болестта може да бъде предадена на други хора.

### Третичен сифилис
Третичният сифилис може да започне приблизително 3 до 15 години след заразяването и могат да бъдат различени три отделни форми: гумозен сифилис (15%), късен невросифилис (6,5%) и сърдечно-съдов сифилис (10%). Оставени без лечение, една трета от заразените хора развиват третичен сифилис. Хората с третичен сифилис не разпространяват заразата.
Гумозният сифилис или късният доброкачествен сифилис обикновено се появяват 1 до 46 години след заразяването, като средно това се случва след около 15 години. Тази фаза се характеризира с образуването на хронични гуми, които представляват меки, подобни на тумори топчета от възпалена тъкан, чиито размери могат да варират в широки граници. Обикновено те засягат кожата, костите и черния дроб, но могат да се появят навсякъде.
Терминът невросифилис се отнася до инфекция, засягаща централната нервна система. Невросифилисът може да бъде ранен и да се прояви като асимптоматичен, под формата на сифилистичен менингит или като късен и да се прояви под формата на менинговаскуларен сифилис, обща парализа или табес дорзалис, което се свързва със загуба на равновесие и пронизващи болки в долните крайници.Късният невросифилис обикновено се появява 4 до 25 години след заразяването. Менинговаскуларният сифилис обикновено се проявява с апатия, гърчове и обща парализа, съпроводена с деменция и табес дорзалис. Също така може да има зеница на Аргил Робъртсън на двете очи, симптом, при който зениците се свиват, когато човек се фокусира върху близки обекти, но не се свиват при излагане на ярка светлина.
Сърдечно-съдовият сифилис обикновено се появява 10 – 30 години след заразяването. Най-често срещаното усложнение е сифилистичен аортит, който може да доведе до аневризма.
След преминаването на латентния период сифилиса навлиза в последната си фаза. Тя започва приблизително няколко години след заразяването (от 3 до 10), но началото и не може да бъде определено с точност. В някои случаи третичният сифилис започва 20 или 30 години след първоначалната инфекция, като през по-голямата част от това време пациентът е бил в латентната фаза. За тази фаза са характерни поражения върху вътрешните органи, централната нервна система, кожата.
- В третата фаза на болестта, по тялото се появат образувания, които на пипане са твърди и приличат на гумени топчета или тумори. Те се наричат сифилистични гуми (Gummas). Гумите са по-малобройни от обрива характерен за втория период. Те се намират под кожата, подвижни са спрямо нея, а големината им е с размер на бобено зърно до яйце. С времето те нарастват, размекват се и от тях изтича лепкава материя от гной и кръв. Разяждат кожата и подкожните тъкани, зараствайки бавно и причинявайки деформации и белези. При появата на гумозни образувания на небцето, те разяждат костта и се образува кухина между носа и устата, оставяйки тежки анатомични дефекти след себе си. Могат да се образуват също в областта на очите, предизвийквайки слепота. Появата им в мозъка води до психични разстройства, невросифилис или смърт.
- Гуми навлизат също така и в костите и предизвикват остеомиелити, разрушавайки ги.
- От вътрешните органи могат да бъдат засегнати черния дроб, стомаха, пикочно-половата система, но най-характерно е засягането на сърдечно-съдовата система, където при засягане на гръдната аорта се развива сифилитичен мезаортит.

### Вроден сифилис
Сифилисът може да бъде предаден от бременна майка на плода. При скорошна инфекция вероятността за предаване на болестта е по-голяма от при инфекция в напреднал стадий. Може да бъде ранен и късен сифилис.
При ранния сифилис инфектирането може да бъде в различни етапи от бременността. Различават се ранен сифилис на плода, на кърмачето и на детската възраст.
- При една ранна инфекция и заразяване на плода в първите месеци през бременността, се ражда мъртво бебе, поради невъзможността за правилно създаване на органите му.
- Сифилис на кърмачето се появява няколко месеца след раждането. В такива случаи бебето има образувания (подобни на кожните сифилиди) около устата, дланите и ходилата, силни нарушения в костната система, увредени вътрешни органи, анемия и тежко цялостно състояние.
- Сифилис на детската възраст се появява до 3 – 4 година след раждането. Характерни са кожните промени, подобни на тези при вторичен сифилис, патологични промени в дългите кости, засягат се важни органи, като черен дроб, очи, далак, тестиси и др.

В днешно време ранен вроден сифилис се среща рядко в развитите индустриални страни, характерен е за третия свят.
Късният вроден сифилис започва в пубертета, като дотогава обикновено остава латентен и бива рядко забелязан. Пораженията при него са подобни на тези от третичния придобит сифилис – гумозните образувания. Наблюдават се и характерни изменения в развитието на зъбите, очите (възможна е слепота), формата на главата и носа (седловиден нос). Вътрешните органи остават често незасегнати, но психически детето почти винаги развива увреждания, като умствена изостаналост, нарушения в координацията и движенията, възможно е настъпването на прогресивна парализа.
Вроденият сифилис може да бъде предаден по време на бременността или при раждането. Две трети от болните от сифилис деца се раждат без симптоми. Общите симптоми, които се развиват след това, през първите няколко години от живота, включват:хепатоспленомегалия (70%), обриви (70%), треска (40%), невросифилис (20%) и пневмонитис (20%).Ако бъде оставен без лечение, късният вроден сифилис може да се прояви при 40% от случаите и включва: деформация под формата на седловиден нос, симптом на Игуменакис, саблевидна тибия или стави на Клутон и др.

### Невросифилис
Невросифилисът има четири различни форми: асимптоматичен, менинговаскуларен, сифилис на гръбначния стълб (tabes dorsalis) и обща пареза .
Невросифилисът може да настъпи във всяка една фаза от болестта. За ранен невросифилис става въпрос, когато налице са менингит и менингоенцефалит. Могат да се наблюдават при някои пациенти във втората-късно.
Основните му форми са две:
- Дегенерацията на нервните клетки носещи сигнали към мозъка (Tabesdorsalis) се характеризира с невралгични болки, загуба на сетивност по кожата или в по-дълбоките слоеве на тъканите или органите. Поради това по-сериозни промени в деформацията им може да не се усетят от болния. Зрението често отслабва поради засягане на зрителния нерв, и реакцията на зениците към светлина се губи.
- Прогресивната парализа (Paralysisprogressivace) се изразява с остри промени в психиката. В началото лесна уморяемост, главоболие, безсъние, раздразнителност. Впоследствие деменция, отслабване на паметта, нарушения в координацията, зрението и говора. Болният престава да обръща внимание на външния си вид, но придобива мания за величие. В последната фаза, настъпва тежка деменция (лудост), парализа и смърт.

Симптоми
- Анормалия на походката
- Слепота
- Объркване, дезориентация
- Деменция
- Депресия
- Главоболие
- Изпускане
- Раздразнителност
- Проблеми с паметта
- Поведенчески разстройства
- Вцепеняване на пръстите, ходилата или краката
- Слаба концентрация
- Психоза[14] и шизоподобна психоза [15].
- Гърчове
- Вратни схващания
- Тремори
- Зрителни проблеми. (Зеница на Aргил Робъртсън)
- Мускулна слабост

## Причини

### Бактериология
Treponema pallidum подвид pallidum е спираловидна грам-отрицателна, силноподвижна бактерия. Treponema pallidum е причинител на три други болести при човека – фрамбезия (подвид pertenue), пинта (подвид carateum) и беджел (подвид endemicum). За разлика от подвид pallidum, те не водят до неврологични заболявания. Хората са единственият известен естествен преносител на подвид pallidum. Бактерията може да оцелее без гостоприемник само в продължение на няколко дни. Това се дължи на това, че малкият ѝ геном (1,14 MDa) не успява да разкодира метаболитните пътища, които са ѝ необходими необходими за да извлече максимума от своите макронутриенти.Тя се дублира бавно – над 30 часа.

### Предаване
Сифилисът се предава основно чрез полов контакт или по време на бременност от майката на плода като спирохетата е в състояние да премине през незасегнати лигавици или наранена кожа. По този начин болестта се предава чрез целувка в близост до раничката, както и орален, вагинален или анален секс. Приблизително 30 до 60% от изложените на първичен или вторичен сифилис се разболяват. Заразността със сифилис е пословична поради факта, че лице, ваксинирано срещу само 57 организма има 50% вероятност да бъде заразено. Повечето от новозаболелите в Съединените щати (60%) са мъже, които имат полов контакт с мъже. Сифилисът може да бъде предаван чрез кръвни продукти. В много държави обаче кръвта се изследва за болести, предавани по полов път и затова рискът е малък. Рискът от предаване чрез използване на общи игли изглежда е ограничен. Сифилис не може да бъде прихванат чрез тоалетни седалки, ежедневни дейности, джакузита или използване на общи прибори за хранене или дрехи.

## Диагностициране
Сифилисът е труден за клинично диагностициране в началото на неговото развитие. Потвърждаването на диагнозата става или чрез кръвни изследвания или пряко визуално изследване с микроскопия. Кръвните изследвания се използват по-често, тъй като се правят по-лесно. Диагностичните изследвания обаче не са в състояние да определят фазите на болестта.

### Кръвни изследвания
Кръвните изследвания се делят на нетрепонемални и трепонемални. Нетрепонемалните изследвания се използват най-напред и включват лабораторно изследване за венерически болести и бърз реагинов тест. Тъй като тези тестове обаче понякога дават фалшиви положителни резултати, необходимо е потвърждаване с трепонемално изследване, като например treponemal pallidum particle agglutination (TPHA) или тест на абсорбирана имунофлуоресценция (FTA-Abs). Фалшивите положителни резултати при нетрепонемалните изследвания може да се появят при някои вирусни инфекции като например варицела и морбили, както и при лимфома, туберкулоза, малария, ендокардит, съединителнотъканна болест и бременност. Трепонемалните изследвания за антитела обикновено стават положителни две до пет седмици след заразяването. Невросифилисът се диагностицира чрез откриването на висок брой левкоцити (преди всичко лимфоцити) и високи нива на протеини в гръбначно-мозъчната течност, при условие че се знае за заразяване със сифилис.

### Директно изследване
Микроскопия на тъмен фон на серозна течност от шанкър може да бъде използвана за поставяне на незабавна диагноза. Болниците обаче невинаги разполагат с необходимото оборудване или опитен персонал, а изследването трябва да бъде направено в рамките на 10 минути след вземане на пробата. За чувствителност се съобщава в близо 80% от случаите, следователно изследването може да бъде използвано само за потвърждаване на диагноза, но не и за изключване на такава. Въз основа на проба от шанкър могат да бъдат направени две други изследвания – пряка имунофлуоресценция и амплификация на нуклеинова киселина. Тестът с пряка флуоресценция използва антитела, маркирани с флуоресцеин, които се прикрепят към конкретни сифилистични протеини, докато амплификацията на нуклеинова киселина използва техники като полимеразна верижна реакция, за да установи наличието на конкретни сифилистични гени. Тези изследвания не зависят от времето, тъй като не изискват наличието на живи бактерии за поставяне на диагноза.

## Превенция
Към 2010 г. все още няма ефикасна ваксина за превенция. Въздържанието от физически контакт със заразени, както и правилната употреба на презерватив са ефективни начини за намаляване на предаването на сифилис. Употребата на презервативи обаче не елиминира напълно риска. По тази причина Центровете за контрол и превенция на заболяванията препоръчват дългосрочни, взаимно моногамни връзки с незаразен партньор и избягване на алкохол и други упойващи вещества, които предразполагат към рисково сексуално поведение.
Превенция срещу вроден сифилис при новородените може да се прави чрез превантивен контрол на майките в началото на бременността и лекуване на онези, които са заразени. Американската служба за превенция на заболяванията (USPSTF) горещо препоръчва превантивен контрол на всички бременни жени, докато Световната здравна организация препоръчва всички жени да бъдат изследвани при първата им женска консултация и отново по време на третия триместър. Ако резултатите са положителни, те препоръчват партньорите също да бъдат лекувани. Вроденият сифилис обаче все още е често срещан в развиващите се страни, тъй като много жени не получават никакви предродилни грижи, а предродилните грижи, които други жени получават, не включват превантивен контрол и това понякога все още се случва в развиващия се свят, тъй като онези, които е най-вероятно да се заразят със сифилис (чрез употреба на наркотици и др.) е най-малко вероятно да получат грижи по време на бременността. Редица мерки за повишаване на достъпността на изследванията се оказват ефективни за намаляване на нивата на вроден сифилис в страните с нисък и среден доход на глава от населението.
Сифилисът е подлежаща на задължително обявяване болест в много държави, включително Канада, страните на Европейския съюз и Съединените щати. Това означава, че от здравните заведения се изисква да уведомяват здравните органи, които в идеалния случай би трябвало след това да осведомят партньорите на пациента. Лекарите може също така да насърчават пациентите да изпращат партньорите си да потърсят помощ. Центърът за контрол на заболяванията препоръчва сексуално активните мъже, които имат полови контакти с мъже, да бъдат изследвани поне веднъж годишно.

## Лечение
В различните времена лечението на сифилиса се е променяло според познанията на хората за болестта. В началото на сифилис инвазията в Европа през XV век се е смятало за нормално болестта да се лекува с живак. Най-често той се е търкал по кожата, като при процедурата са се изпълнявали ритуали с изричане на специални „магически“ фрази. Друг по-брутален начин е бил „опушването“, като пациентът е влизал в специален съд с живак. Под съда се е палел огън и така живакът се изпарявал, като „опушвал“ и лекувал болния.
По-късно, през 1908 се открива лекарството срещу сифилис „Салфарзан“ съдържащо арсен, по-късно се създава „Неосалфарзан“. Въпреки че лекарствата са имали известен принос в борбата с инфекцията, те не са били сто процента сигурни и ефектът им е бил повече задържащ и ограничаващ усложненията, отколкото лекуващ.
Маларията също е била използвана за лечение. След, като се е установило, че високата температура и треската убиват бактерията на болестта, умишленото заразяване с малария също е било използвано, като лекарство. Тъй като маларията се е лекувала по-лесно с хинин, методът е бил доста модерен в началото на XX век. След откриването на пеницилина и масовото му производство след Втората световна война, сифилисът окончателно влиза в списъка на лечимите болести.

### Инфекции в ранен стадий
Предпочитаното лечение на сифилис без усложнения си остава единична доза пеницилин G мускулно или единична доза азитромицин перорално. Доксициклин и тетрациклин също са алтернатива, но поради риска от вродени увреждания, те не се препоръчват за бременни жени. Устойчивост към антибиотици се развива към множество видове, включително макролиди, клиндамицин и рифампин. Цефтриаксон, цефалоспоринов антибиотик от трето поколение, може да бъде също толкова ефикасен, колкото и лечението с пеницилин.

### Инфекции в късен стадий
При невросифилиса, поради слабото проникване на пеницилин G в централната нервна система, се препоръчва на болните да се дават големи дози пеницилин интравенозно в продължение на най-малко 10 дни. Ако болният е алергичен към него, може да се използва цефтриаксон или да се опита с пеницилинова десенситизация.Други късни прояви може да бъдат лекувани веднъж седмично с пеницилин G мускулно, в продължение на три седмици. Ако пациентът е алергичен към него, както при инфекция в ранен стадий, може да се използва доксициклин или тетрациклин, макар и за по-дълъг период. Лечението на този етап ограничава по-нататъшното развитие на болестта, но повлиява слабо пораженията, които вече са настъпили.

### Реакция на Яриш-Херксхаймер
Един от възможните странични ефекти от лечението е т.нар. реакция на Яриш-Херксхаймер. Тя често започва след около един час и продължава около 24 часа, като симптомите са треска, болки в мускулите, главоболие и тахикардия. Предизвикана е от цитокини, произвеждани от имунната система като реакция на липопротеини, освобождавани от разкъсващите се сифилистични бактерии.

### Съвременно лечение
Диагностиката в днешно време се извършва чрез специален медицински тест, (в миналото „Васерман“, сега заменен от по-съвременни и точни тестове, като VDRL или TPHA) както и чрез изследване на проби от сифилистичните язвички.
Лечението е комплексно, като включва силни антибиотици и води до пълно излекуване. Най-често прилагани антибиотици са еритромицин, тетрациклин, цефалоспорин и др. Заразените със сифилис обаче остават за дълго под лекарско наблюдение. Към тази болест не се създава имунитет. Лекува се също успешно с пеницилин и двойно дестилирана вода, поставена мускулно. Сместа, след лекарско дозиране, се инжектира в горната част на левия крак, като усещането е изтръпване на крака, временна силна болка и световъртеж. Тези симптоми утихват до 2 минути. Възможни са и инжекции в рамото. Преди всичко е необходимо да се знае, че лечението при сифилис е най-ефективно и успешно в началните етапи от развитието на болестта. Последният стадий на сифилис е изключително трудно овладяем и не се поддава на лечение до пълно излекуване. Поради това от особено значение за лечението е бързата и адекватна реакция при наличие на каквото и да е съмнение, бързото диагностициране и незабавно предприемане на необходимите мерки.

## Епидемиология
Смята се, че през 1999 г. 12 милиона души са били заразени със сифилис, като повече от 90% от случаите са били в развиващите се страни. Той засяга между 700 000 и 1,6 милиона бременности годишно, което води до спонтанни аборти, мъртвородени деца и вроден сифилис. В Субсахарска Африка сифилисът е причина за приблизително 20% от случаите на перинатална смърт. Нивата са пропорционално по-високи сред инжектиращите се с наркотици, заразените с ХИВ и мъжете, които имат полов контакт с мъже. В Съединените щати процентният дял на заразеност със сифилис към 2007 г. е бил шест пъти по-висок при мъжете, отколкото при жените, докато през 1997 г. стойностите са били почти еднакви. Афроамериканците са съставлявали почти половината от всички случаи през 2010 г.
Сифилисът е бил много разпространен в Европа през XVIII и XIX век. В началото на XX век в развитите страни заразата бързо намаляла, благодарение на широкото разпространение на антибиотиците и това продължило до последните две десетилетия на века. След 2000 г. в САЩ, Канада, Великобритания, Австралия и Европа, броят на случаите на сифилис нараства – преди всичко сред мъжете, които имат полов контакт с мъже. Процентът на болните от сифилис сред американските жени обаче е останал стабилен през това време, а тези сред британските жени се е повишил, но броят на случаите при жените е по-малък от този при мъжете. Повишени нива сред хетеросексуалните от последното десетилетие на XX век насам се наблюдават в Китай и Русия. Това се обяснява с небезопасните сексуални практики като сексуалния промискуитет, проституцията и намаляващата употреба на предпазни средства.
Оставен без лечение, сифилисът има процентни стойности на смъртност от 8% до 58%, като по-голямата част от случаите са мъже. Симптомите на сифилиса са станали по-малко остри през XIX и XX век, отчасти заради широко разпространеното ефикасно лечение и отчасти заради намаляващата вирулентност на спирохетите. Когато лечението започне отрано се появяват малко усложнения. Сифилисът повишава риска от предаване на ХИВ два до пет пъти, а често се среща заразяване и с двата вируса (30 – 60% в редица гъстонаселени градски райони).

## История
Точният произход на сифилиса не е известен. Според едната от двете основни хипотези, сифилисът е бил донесен в Европа от завърналите се от пътуването на Христофор Колумб до Америка моряци, а според другата сифилисът е съществувал в Европа и преди това, но не е бил познат. Двете хипотези се наричат съответно „колумбова“ и „доколумбова“. Колумбовата хипотеза се основава преди всичко на наличните доказателства. Първите писмени свидетелства за разпространение на сифилис в Европа се появяват през 1494/1495 г. в Неапол, Италия по време на френската инвазия. Заради разпространението му от завръщащите се френски войски, първоначално е бил известен като „френска болест“, с което име е традиционно наричан и днес. Названието „сифилис“ е използвано за пръв път през 1530 г. от италианския лекар и поет Джироламо Фракасторо като заглавие на неговата поема на латински език в дактилен хекзаметър, описваща опустошителните ефекти от болестта в Италия. В миналото болестта е била известна и като „голямата шарка“.
Причиняващият го организъм, Treponema pallidum, за пръв път е бил идентифициран от Фриц Шаудин и Ерих Хофман през 1905 г. Първото ефикасно лечение (Салварзан) е било разработено през 1910 г. от Паул Ерлих, което е било последвано от изследванията на пеницилин и ефикасността му е потвърдена през 1943 г. Преди появата на ефективно лечение широко са били използвани живак и изолация, като леченията често нанасяли повече вреди от самата болест. Смята се, че много известни исторически личности като Франц Шуберт, Артур Шопенхауер, Едуар Мане и Адолф Хитлер са страдали от тази болест.
Сифилисът е болест с дълга история. По-голямата част от изследователите смятат, че той е пренесен в Европа от Америка чрез мореплавателите по времето на Колумб. Други твърдят, че той е съществувал в Европа още преди новата ера, по времето на Древна Гърция. Съществува и „комбинирана“ теория, според която бактериите от типа спирохета, са съществували на земята още от милиони години, но в различните континенти са започнали своето отделно една от друга развитие, причинявайки различни болести: венерическият сифилис в Америка и тропическите трепонематози фрамбезия, пинта и беджел, които не са венерически, а по-скоро кожни. Всички тези болести имат доста общи признаци.
Независимо от произхода и разпространението си, бактерията, причиняваща сифилис, започва масово да се разпространява в Европа, като венерическа болест през XV век, като предизвиква епидемии с фатален край. Тогавашната форма на сифилис е била много по-агресивна от съвременната и поради липсата на лечение, инфекцията е отнела много човешки животи.
Векове наред сифилисът е смятан за най-сериозната венерическа болест, до откриването на пеницилина през XX век. Известни личности, заболели от сифилис са: поетът Хайнрих Хайне, английският крал Хенри VIII и кралицата Мария I Тюдор, композиторите Франц Шуберт и Роберт Шуман, известният гангстер Ал Капоне. Други, за които има твърдения, но недостатъчно проучени факти, са Адолф Хитлер, Ленин , Фридрих Ницше, Оскар Уайлд.

## Общество и култура

### Изкуство и литература
Най-ранното европейско произведение на изкуството, изобразяващо сифилис, е Сифилистикът на Албрехт Дюрер, дърворезба, за която се вярва, че представя ландскнехт – северноевропейски наемник. Смята се, че митът за фаталната жена или „отровните жени“ от XIX век отчасти се дължи на пораженията от сифилиса, като класическите примери от литературата включват Безжалостната красавица на Джон Кийтс.
Художникът Ян ван дер Страт е нарисувал сцена, при която богат мъж се лекува от сифилис с тропическото дърво гваяк някъде около 1580 г. Заглавието на творбата е „Подготовка и употреба на гваяк за лечение на сифилис“. Фактът, че художникът е избрал да включи това изображение в поредица творби в чест на Новия свят, показва колко важно е било за европейския елит по онова време лечението на сифилиса, та било то и неефикасно. Богато оцветената и с множество детайли творба изобразява четирима слуги, подготвящи някаква отвара под надзора на лекар, криещ нещо зад гърба си, докато злочестият пациент я пие.

### Изследванията в Тъскиджи и Гватемала
Един от най-печално известните случаи в Съединените щати на спорна медицинска етика през XX век е случаят с изследването на сифилис в Тъскиджи. Изследването било проведено в Тъскиджи, Алабама, и било подкрепено от Службата по обществено здраве на САЩ в партньорство с Института на Тъскиджи. Проучването започнало през 1932 г., когато сифилисът бил широко разпространен проблем и нямало безопасно и ефикасно лечение. Целта на изследването била да оцени развитието на оставения без лечение сифилис. До 1947 г. било доказано, че пеницилинът е ефикасно лечение срещу сифилис и той бил все по-широко използван при лечението на болестта. Ръководителите на проучването обаче продължили изследванията и не предложили на участниците лечение с пеницилин. Това било подложено на обсъждане и било установено, че на мнозина от пациентите бил даван пеницилин. Проучването не приключило чак до 1972 г.
Опити със сифилис са били провеждани и в Гватемала от 1946 до 1948 г. Те били спонсорирани от Съединените щати експерименти с хора, провеждани от правителството на Хуан Хосе Аревало със сътрудничеството на някои гватемалски здравни министри и длъжностни лица. Лекарите заразявали войници, затворници и психиатрично болни пациенти със сифилис и други болести, предавани по полов път, без тяхното информирано съгласие и след това ги лекували с антибиотици. През 2010 г. САЩ официално се извини на Гватемала за провеждането на тези експерименти.